# Vid Cencic

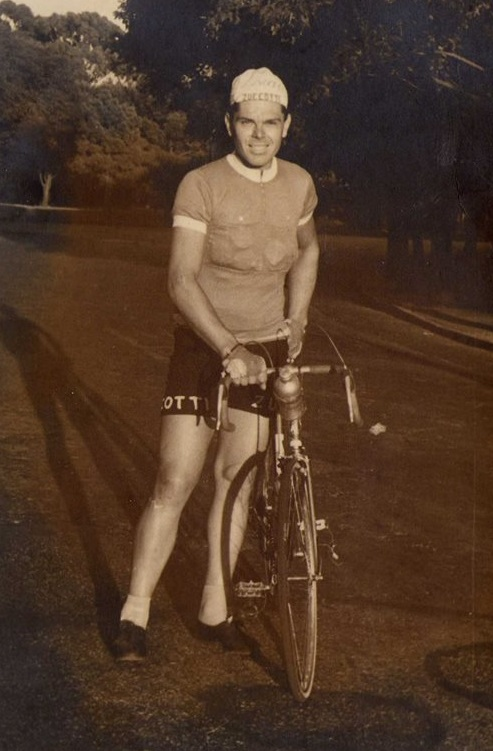
Vid Cencic

Vid Cencic Cencic (* 9. Mai 1933 in Robidišče, Slowenien; † 22. März 2020 in São Carlos, São Paulo, Brasilien) war ein uruguayischer Radrennfahrer.

## Sportliche Laufbahn
Cencic, der geborener Slowene ist, war Teilnehmer der Olympischen Sommerspiele 1964 in Tokio. Im olympischen Straßenrennen wurde er beim Sieg von Mario Zanin auf dem 64. Rang klassiert. Im Mannschaftszeitfahren kam das Team aus Uruguay mit Wilde Baridón, Vid Cencic, Francisco Pérez und Ricardo Vázquez auf den 10. Platz.
Sein bedeutendster internationaler Erfolg war der Gewinn der Bronzemedaille im Mannschaftszeitfahren bei den Straßenradsport-Weltmeisterschaften 1962. Der Vierer aus Uruguay fuhr in der Besetzung Juan José Timón, Ruben Etchebarne, Vid Cencic und René Pezzati.
Er gewann 1962, 1965, und 1966 Etappen in der Uruguay-Rundfahrt. 1962 siegte Cencic im Rennen Doble Treinta y Tres. In der Gesamtwertung der Uruguay-Rundfahrt wurde er 1968 Dritter. Im Etappenrennen Mil Millas Orientales kam er 1964 und 1966 bei den Siegen von Ruben Etchebarne auf den 3. Platz. Cencic startete 1963 im Straßenrennen und im Mannschaftszeitfahren der Panamerikanischen Spiele.